# マティアス・ブレンドレ
マティアス・ブレンドレ (Matthias Brändle 1989年12月7日 - )はホーエネムス生まれのオーストリアの自転車競技選手。
オーストリア選手権個人タイムトライアルに6度優勝しているほか、2014年にはイェンス・フォイクトが持っていた当時のUCIアワーレコードを更新するなど、独走力に優れたルーラーの脚質を持つ選手である
ルーラー。

## 主な成績
2007
トロフェオ・カルルスベルク(ジュニア) 総合優勝
区間1勝 (Stage 1)
オーバーエスターライヒ一周 総合優勝
区間2勝 (Stages 2 & 3)
2008
ツール・ド・ブルターニュ スプリント賞
ツール・ド・ベルリン 総合2位
チューリッヒ選手権 3位
2009
オーストリア選手権・個人タイムトライアル  優勝
ルント・ウム・デン・フィナンツプラッツ・エシュボルン＝フランクフルト U23 3位
ツアー・オブ・ハイナン 総合5位
ルント・ウム・ケルン 5位
2010
ライフファイゼン・グランプリ 優勝
ツール・ド・ランカウイ 総合8位
2011
1st  ツール・ド・ロマンディ スプリント賞
2012
フロット・プライス・スタット・ゾテヘム 優勝
セッティマーナ・インテルナツィオナーレ・ディ・コッピ・エ・バルタリ 区間1勝 (1st Stage 2b チームタイムトライアル)
2013
オーストリア選手権個人タイムトライアル 優勝
ツール・ド・ロマンディ スプリント賞
ツール・ド・レン 山岳賞
ツール・デュ・ジュラ 優勝
ポリノルマンド 2位
ツール・ド・ルクセンブルク 総合4位
 新人賞
2014
UCIアワーレコード樹立（当時）: 51.852 km
オーストリア選手権個人タイムトライアル 優勝
オーストリア選手権 4位
ツアー・オブ・ブリテン
区間2勝 (Stages 5 & 6)
ツール・ド・ベルン 優勝
ツール・ド・ベルギー 総合5位
2015
ツアー・オブ・オマーン 区間1勝 (Stage 6)
ツール・ド・ベルギー 区間1勝 (プロローグ)
ユーロメトロポール・ツール 総合4位
2016
オーストリア選手権 個人ロードレース  優勝
 オーストリア選手権 個人タイムトライアル  優勝
2017
デ・パンネ3日間 総合2位
バロワーズ・ベルギー・ツアー 区間優勝（第3ステージ・個人TT）
ツアー・オブ・デンマーク 区間優勝（第4ステージ・個人TT）
2019
 オーストリア選手権 個人タイムトライアル  優勝
ツアー・オブ・エストニア 区間優勝（プロローグ）
ツアー・オブ・タイフーレイク 区間優勝（プロローグ）
2020
 オーストリア選手権 個人タイムトライアル  優勝
2021
 オーストリア選手権 個人タイムトライアル  優勝

### グランツールの総合成績
| グランツール               | 2010 | 2011 | 2012 | 2013 | 2014 | 2015 | 2016     | 2017 | 2018 | 2019 | 2020 |
| -------------------------- | ---- | ---- | ---- | ---- | ---- | ---- | -------- | ---- | ---- | ---- | ---- |
| ジロ・デ・イタリア         | 90   | —    | 111  | —    | —    | —    | 途中棄権 | —    | —    | —    | 126  |
| ツール・ド・フランス       | —    | —    | —    | —    | —    | 156  | —        | —    | —    | —    | —    |
| ブエルタ・ア・エスパーニャ | —    | 155  | —    | —    | —    | —    | —        | —    | 158  | —    | —    |